# Feliks Rączkowski

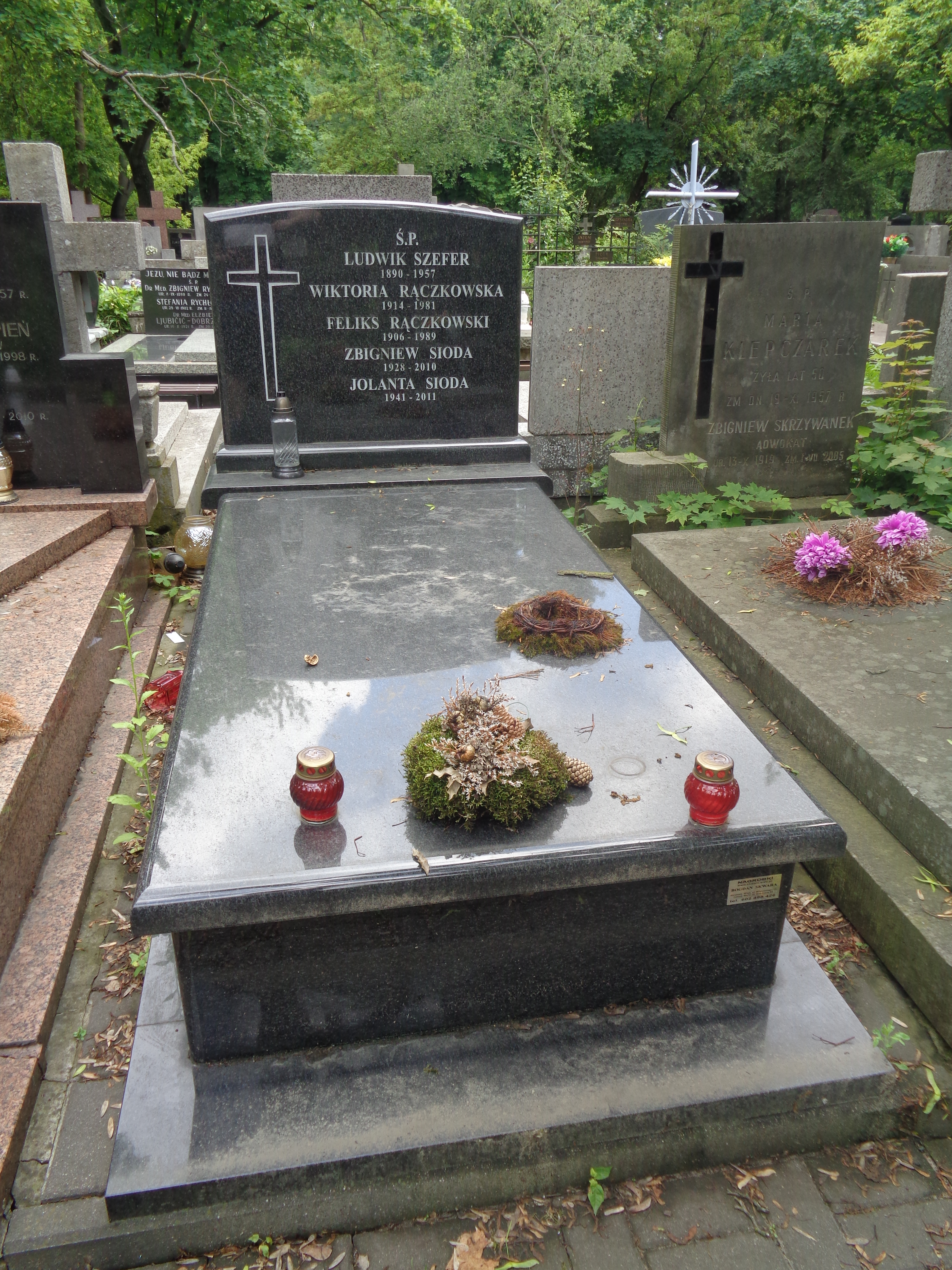
Grób Feliksa Rączkowskiego na cmentarzu Powązkowskim

Feliks Rączkowski (ur. 12 kwietnia 1906 w Szczaworyżu, zm. 16 września 1989 w Warszawie) – polski organista i kompozytor. 

## Życiorys
Urodzony 12 kwietnia 1906 r. w Szczaworyżu k. Buska-Zdroju. Jego pierwszym nauczycielem gry na organach był Stanisław Pachlewski. Absolwent Salezjańskiej Szkoły Organistowskiej w Przemyślu, w której uczył się w latach 1922–1926, a następnie uczył w latach 1929–1933 i 1936–1937. W latach 1933–1936 studiował w warszawskim konserwatorium grę na organach u Bronisława Rutkowskiego i kompozycję u Kazimierza Sikorskiego, po czym od 1937 r. był na tej uczelni wykładowcą. W latach 1930. był organistą w kościele Świętej Rodziny w Warszawie. W czasie II wojny światowej pracował jako skrzypek, akordeonista i perkusista w warszawskich kawiarni Mirage i restauracji Huragan oraz grał na fortepianie w ramach tajnych koncertów w prywatnych mieszkaniach.
Od 1947 r. przez blisko 30 lat wykładowca Państwowej Wyższej Szkoły Muzycznej w Warszawie, m.in. jako prodziekan Wydziału Instrumentalnego (1958–1968) i kierownik Katedry Organów (1973–1976). Do jego absolwentów należeli Augustyn Bloch i Marian Sawa. W latach 1945–1970 pracował jako organista w kościele Św. Krzyża w Warszawie, a w latach 1953–1970 prowadził Chór Świętokrzyski. Twórca i dyrektor festiwali organowych w Kamieniu Pomorskim, Koszalinie i Oliwie. Od 1946 do 1984 r. występował z koncertami w Polsce i za granicą, m.in. w USA i Francji, zrealizował także nagrania dla audycji radiowych i telewizyjnych oraz dla wytwórni fonograficznych.
Komponował utwory organowe i wokalne. Autor licznych opracowań pieśni kościelnych. Pracą jego życia jest śpiewnik "Śpiewajmy Bogu", który był i jest używany w całej Polsce. Zawiera harmonizacje w układzie czterogłosowym części stałych mszy świętej, śpiewów mszalnych, psalmów, pieśni eucharystycznych, uwielbienia, na adwent, kolęd i pastorałek, pieśni na wielki post, na okres wielkanocny, na okres zwykły, pieśni maryjnych, pieśni na cześć świętych, nabożeństw. Do wirtuozowskich dzieł należą Temat z wariacjami i Suita kolędowa.
Zmarł 16 września 1989 r. w Warszawie. Pochowany został na cmentarzu Powązkowskim (kwatera 102-6-8).

## Wyróżnienia
- Krzyż Kawalerski Orderu Odrodzenia Polski (1973)
- Nagroda Ministra Kultury i Sztuki I stopnia (1976)
- Medal 10-lecia Polski Ludowej[4]
- Medal 30-lecia Polski Ludowej
- Pro Ecclesia et Pontifice (1979)
- Nagroda Błogosławionego Brata Alberta (1980)
- Nagroda im. Władysława Pietrzaka (1984)